# Gilberts (Illinois)
Gilberts est un village du comté de Kane, en Illinois, aux États-Unis. Il est incorporé le 3 juin 1893,. Lors du recensement de 2010, le village comptait une population de 6 879 habitants.

## Source de la traduction
- (en) Cet article est partiellement ou en totalité issu de l’article de Wikipédia en anglais intitulé « Gilberts, Illinois » (voir la liste des auteurs).